# Cerkev sv. Antona Padovanskega, Ljubljana
Cerkev svetega Antona Padovanskega, tudi Viška cerkev, je neorenesančna cerkev z začetka 20. stoletja. Župnijska cerkev župnije Ljubljana - Vič, ki stoji ob Tržaški cesti v ljubljanski četrtni skupnosti Vič, ob župnišču Župnije Ljubljana – Vič, Mladinskem centru Vič in Antonovem domu.
Neorenesančna cerkev je triladijska bazilika s transeptom in prezbiterijem, sklenjenim z apsido. Celotna dolžina stavbe je 45 metrov, široka je 22 metrov. Ob transeptu je 47 metrov visok zvonik z uro. Ladje med seboj ločujejo arkade, nošene na toskanskih stebrih. Med stebri in arkadami je ogredje. Stene stranskih ladij členijo podvojeni toskanski pilastri. Glavna ladja, transept in prezbiterij imajo raven strop, stranski ladji pa sta grebenastokrižno obokani. 

## Zgodovina
Župnijska cerkev je bila zgrajena med letoma 1906 in 1908 na pobudo patra frančiškana Hugolina Sattnerja. Leta 1904 je pater frančiškan Placid Fabiani ljubljanskemu škofu Antonu Bonaventuri Jegliču predstavil idejo za gradnjo frančiškanskega samostana in novo cerkev, posvečeno sv. Antonu Padovanskemu, ki naj bi postala župnijska cerkev. Pod novo nastalo župnijo so pripadla naselja Vič, Glince in Rožna dolina, ki so bila pred tem del ozemlja Frančiškanske cerkve. Cerkev je bila grajena na podlagi načrtov graškega arhitekta Hansa Pascherja in pod vodstvom stavbenika Viljema Trea. Arhitekt se je zlasti pri zasnovi notranjščine naslonil na arhitekturo Filippa Brunelleschija, predvsem na cerkvi San Lorenzo in Santo Spirito v Firencah. Istočasno je Hans Pascher načrtoval cerkev sv. Jožefa v Gradcu (1903–1910), ki je po zasnovi precej podobna cerkvi sv. Antona Padovanskega na Viču.
Leta 1906 se je začela gradnja nove cerkve, natančneje kopanje temeljev. Ljubljanski škof  Anton Bonaventura Jeglič je temeljni kamen posvetil 2. aprila 1907. Avgusta istega leta so potekala pogajanja z ljubljanskimi kamnoseškimi mojstri za izdelavo notranjščine, in sicer z delavnico Toman za izdelavo treh marmornatih oltarjev, delavnico Vodnik za prižnico, obhajilno mizo in krstni kamen, delavnico Agnola za steklarska dela, delavnico z Moravskega za tla, delavnico Samassa za štiri zvonove itd. Gradnja cerkve, zvonika in samostana je bila končana že decembra leta 1907. Prvo mašo je na Antonovo nedeljo 2. decembra 1907, daroval pater Placid Fabiani. Cerkev je 14. junija 1908 posvetil ljubljanski škof Anton Bonaventura Jeglič. Župnija Vič je bila ustanovljena 25. oktobra 1908. Prvi župnik je bil pater Avguštin Čampa, po katerem se imenuje bližnja ulica.
Župnijska cerkev je bila čez čas potrebna številnih popravil, obnov in dopolnitev. Prvi večja obnova je bila leta 1991, ko je bila obnovljena fasada cerkve in zvonika. Celotna notranjščina je bila obnovljena leta 1966 in 1988. Centralna kurjava je bila v cerkev nameščena med letoma 1969 in 1970. Obnova in zaščita orgel je bila izvedena leta 1954, ko so na pevski kor namestili ograjo po Plečnikovem načrtu, in ponovno leta 1987. Leta 2003 je bila cerkev sv. Antona Padovanskega kot enota nepremične kulturne dediščine vpisana v Register kulturne dediščine RKD (EŠD 2005). Leta 2006 je bil ob cerkvi sv. Antona Padovanskega zgrajen pastoralni center Antonov dom s podzemno garažo, evharistično kapelo, učilnicami, mladinsko sobo, študentskimi sobami in dvorano za razne družabne prereditve, gledališke predstave, koncerte, predavanja, srečanja za ostarele itd. Pred cerkvijo je bronast kip zavetnika, delo kiparja Jeraše. 

## Freske na stropu cerkve
Dne 26. marca 1913 je komisija za cerkveno umetnost določila slike za posamezna polja na stropu cerkve. Ob začetku slikanja meseca junija istega leta so se pojavile težave zaradi stropnega ometa iz mavca, na katerega se ne da slikati, zato je bilo treba ves stropni omet nadomestiti z novim apnenim ometom. Poslikava stropa se je zaključila 19. avgusta 1915 in je delo dunajskega akademskega slikarja Josepha Kleinerta, g. Lipovška in frančiškana patra Blaža Farčnika. V glavni ladji čez dolžino 12 metrov sega osrednja poslikava s prizorom poklona redovnih ustanoviteljev sv. Trojici, ob kateri je nekoliko nižje postavljena Mati Božja kot vodnica in priprošnjica redovnih ustanoviteljev in samostanov. Sv. Trojico in Mati Božjo obdaja venec angelov. Pod redovnimi ustanovitelji so trije angeli, pod katerimi je upodobljeno zvezdnato nebo, ki kaže na to, da svetniki nad zvezdami uživajo nebeško slavo. Nad pevskim korom je na stropu upodobljen Jezus, ki razsvetljuje temno noč, na koncu glavne ladje pa je upodobljen prizor pastirjev, ki častijo Dete v jaslicah. Freske na levem in desnem oboku prikazujejo prizore iz življenja sv. Antona Padovanskega, in sicer na desnem oboku so prikazani Sv. Anton v nebeški slavi, Smrt sv. Antona in Prihod sv. Antona na Sicilijo. Na levem oboku so upodobitve Srečanja sv. Frančiška in sv. Antona, Kruhkov sv. Antona in Sv. Anton pridiga ribam.

Nad križiščem glavne in prečne ladje je upodobitev Marije Zavetnice s plaščem, ki sedi na prestolu sredi oblakov in čeznje razprostira svoj moder zavetniški plašč, ki ga ob straneh držita dva angela. Nad Marijo Zavetnico je venec sedmih angelov. Na levi in desni strani ozadja sta krokar in nenaden blisk, ki simbolizirata zlo. Pod Marijo Zavetnico sta delavska in kmečka družina, ki se zatekata v varstvo. Glavar delavske družine na desni strani podaja Mariji venec zmage, vdova izroča svojo usodo, devica pa v Marijine roke izroča svojo prihodnost. Kmečka družina na levi strani podarja venec poljskih izdelkov. V ozadju se razprostira vas Rožna dolina.
- Joseph Kleinert, Temno noč razsvetljuje Kristus, Poklon redovnih ustanoviteljev sv. Trojici in Pastirji častijo dete v jaslicah, 1913–1915
- Joseph Kleinert, Marija zavetnica s plaščem, 1913–1915
- Joseph Kleinert, Freske na desnem oboku cerkve – Sv. Anton v nebeški slavi, Smrt sv. Antona, Prihod sv. Antona na Sicilijo, 1913–1915 Joseph Kleinert, Bogati mladenič, ki zapušča Jezusa, 1913–1915
- Joseph Kleinert, Freske na levem oboku – Srečanje sv. Frančiška in sv. Antona, Kruhki sv. Antona, Sv. Anton pridiga ribam, 1913–1915 Joseph Kleinert, Kristus prijatelj otrok, 1913–1915